# Simalia nauta
Pour les articles homonymes, voir Nauta.
Espèce
Synonymes
- Morelia nauta Harvey, Barker, Ammerman & Chippindale, 2000

Statut CITES
Simalia nauta est une espèce de serpents de la famille des Pythonidae.

## Répartition
Cette espèce est endémique des Moluques en Indonésie. Elle se rencontre sur les îles Tanimbar.

## Description

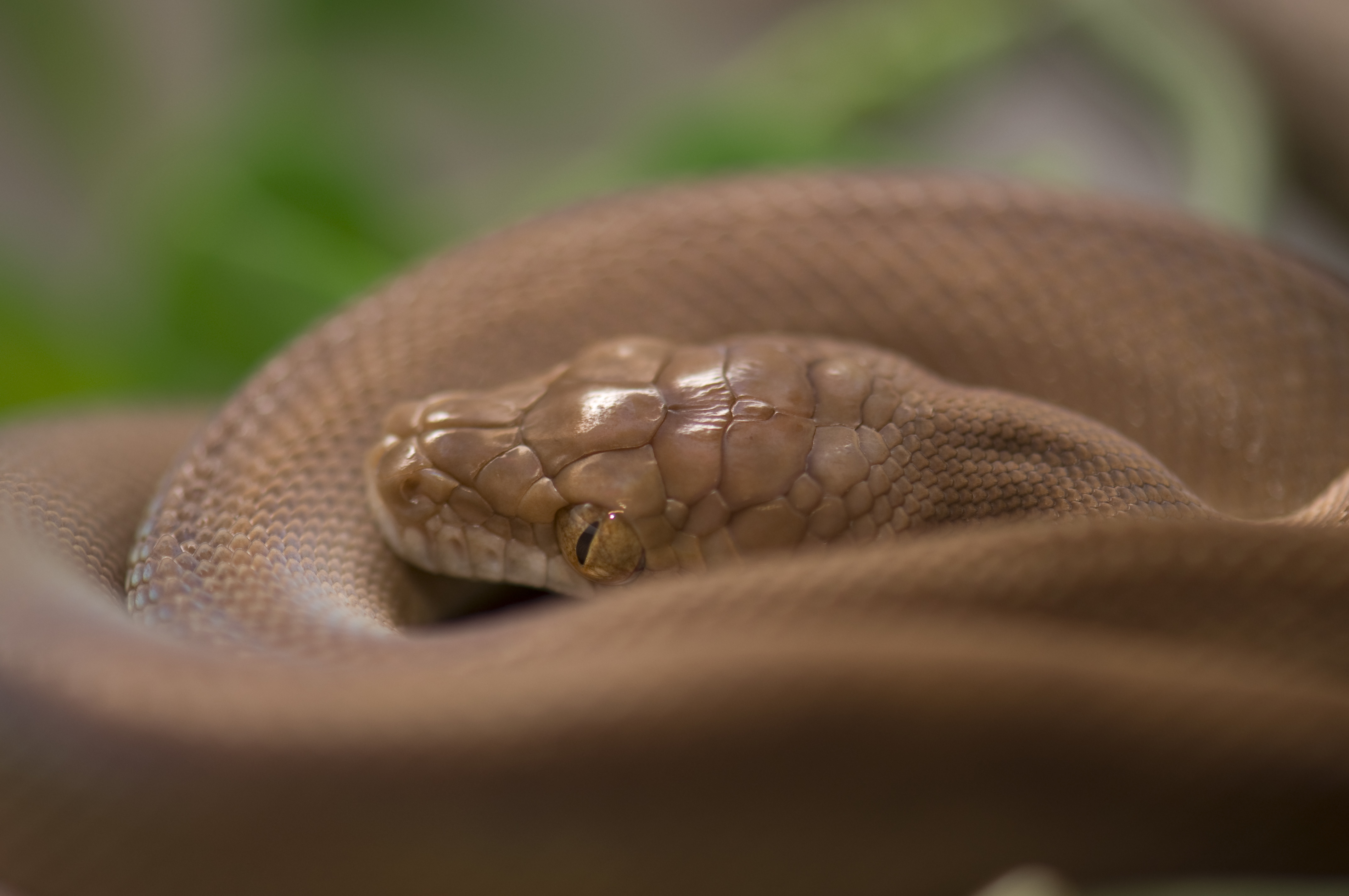

C'est un serpent constricteur ovipare.

## Publication originale
- Harvey, Barker, Ammerman & Chippindale, 2000 : Systematics of pythons of the Morelia amethistina complex (Serpentes: Boidae) with the description of three new species. Herpetological Monographs, vol. 14, p. 139-185.